# Cerithium intradentatum
Espèce
Cerithium intradentatum est une espèce de mollusques fossiles de la famille des Cerithiidae.